# Retzia capensis
Retzia capensis är en tvåhjärtbladig växtart som beskrevs av Carl Peter Thunberg. Retzia capensis ingår i släktet Retzia och familjen Stilbaceae. Inga underarter finns listade i Catalogue of Life.